# Maxim Jurjewitsch Solowjow
Maxim Jurjewitsch Solowjow (russisch Максим Юрьевич Соловьёв; * 20. Februar 1979 in Moskau, Russische SFSR) ist ein ehemaliger russischer Eishockeyspieler und heutiger -trainer, der über viele Jahre beim OHK Dynamo respektive HK Dynamo Moskau in der Kontinentalen Hockey-Liga unter Vertrag stand. Zuletzt war er zwischen 2018 und 2021 war er Assistenztrainer beim HK Spartak Moskau.

## Karriere
Maxim Solowjow begann seine Karriere als Eishockeyspieler in seiner Heimatstadt in der Nachwuchsabteilung des HK ZSKA Moskau, für dessen Profimannschaft er in der Saison 1997/98 sein Debüt in der Superliga gab. Anschließend spielte der Verteidiger je ein Jahr lang für Krylja Sowetow Moskau in der Wysschaja Liga, der zweiten russischen Spielklasse, sowie Metallurg Nowokusnezk in der Superliga. Von 2001 bis 2004 stand er beim Zweitligisten Witjas Tschechow unter Vertrag, wobei er die Saison 2002/03 beim belarussischen Klub HK Chimwolokno Mahiljou in der East European Hockey League beendete.
Von 2004 bis 2007 lief Solowjow für den HK MWD Twer auf, mit dem er in der Saison 2004/05 auf Anhieb als Zweitligameister in die Superliga aufstieg. Im Anschluss an die Saison 2006/07 wurde die Mannschaft nach Balaschicha umgesiedelt und der ehemalige Juniorennationalspieler blieb im Verein, für den er ab der Saison 2008/09 in der neu gegründeten Kontinentalen Hockey-Liga teilnahm. In der folgenden Spielzeit scheiterte er mit seiner Mannschaft erst im Playoff-Finale um den Gagarin Cup an Ak Bars Kasan. Anschließend wurde der HK MWD Balaschicha mit dem HK Dynamo Moskau fusioniert und der Russe erhielt für die Saison 2010/11 einen Vertrag bei deren Nachfolgeteam OHK Dynamo.
Mit Dynamo gewann er 2012 und 2013 jeweils den Gagarin-Pokal.
Im April 2018 beendet er im Alter von 39 Jahren seine Karriere und sollte Trainer bei Dynamos Juniorenteam MHK Dynamo aus der Molodjoschnaja Chokkeinaja Liga (MHL) werden. Dieses Engagement kam jedoch nicht zustande, stattdessen arbeitete Solowjow zunächst als Spielerbeobachter für den HK Spartak Moskau. Ab Oktober 2018 war er Assistenztrainer bei Spartak.

### International
Für Russland nahm Solowjow an der Junioren-Europameisterschaft 1997 teil. Dabei erzielte er in sechs Spielen je ein Tor und eine Vorlage.

## Erfolge und Auszeichnungen
- 2005 Wysschaja-Liga-Meister und Aufstieg in die Superliga mit dem HK MWD Twer
- 2010 Russischer Vizemeister mit dem HK MWD Balaschicha
- 2011 KHL All-Star Game
- 2012 Gagarin-Pokal-Gewinn mit dem OHK Dynamo
- 2013 Gagarin-Pokal-Gewinn mit dem HK Dynamo Moskau

## Statistik
(Stand: Ende der Saison 2017/18)